# Pierre Boulle

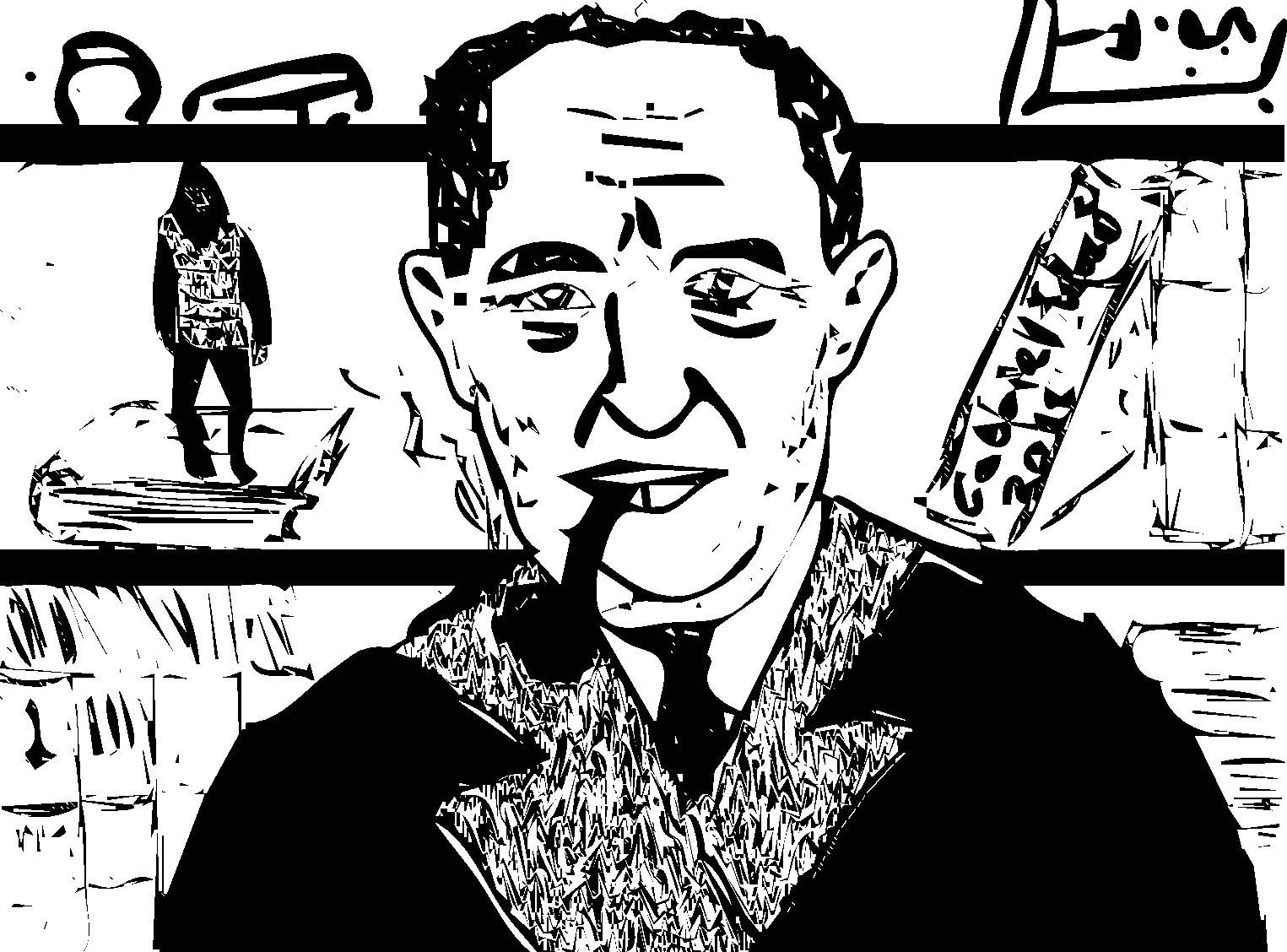
Pierre Boulle

Pierre François Marie Louis Boulle (* 20. Februar 1912 in Avignon (Département Vaucluse); † 30. Januar 1994 in Paris) war ein französischer Schriftsteller.

## Leben
Boulle, der Sohn eines Rechtsanwalts aus Avignon, studierte nach seiner Schulausbildung in Paris Elektrotechnik. Nach seinem Abschluss zog es ihn in den Fernen Osten, wo er ab 1938 als Kautschukpflanzer in Malaya arbeitete. Während des Zweiten Weltkriegs kämpfte er bei den Freien Französischen Streitkräften in China, Birma und Indonesien. Im Jahr 1942 geriet er in japanische Gefangenschaft, aus der er 1944 fliehen konnte. In seinem berühmten Werk Die Brücke am Kwai verarbeitete er seine Kriegserlebnisse, insbesondere seine Kriegsgefangenschaft in Südostasien. Um sich den Willen zum Überleben zu erhalten, besorgte er sich im Lager Schreibzeug, um heimlich seine Erlebnisse festzuhalten. Nach dem Krieg ließ er sich zunächst in Malaysia nieder, zog aber 1948 schließlich wieder nach Frankreich. Erst dorthin zurückgekehrt, widmete er sich der eigentlichen Schriftstellerei.

## Werke (Auswahl)
- Le Pont de la rivière Kwai 1952 (dt. Die Brücke am Kwai, Rowohlt, Hamburg 1956)
- E = mc², contes de l’absurde 1953 (dt. E=mc²)
- Les Voies du Salut 1958 (dt. Die Kehrseite der Medaille, Rowohlt, Hamburg 1959)
- La Planète des singes 1963 (dt. Der Planet der Affen, Goldmann, München 1965)
- Die Liebe und die Schwerkraft (deutsche Originalsammlung von Kurzgeschichten. Verlag Volk und Welt, Berlin [Ost] 1970, Spektrum Bd. 26)
- Le Bon Léviathan 1978 (dt. Der brave Leviathan, Paul Zsolnay, Wien/Hamburg 1978)

## Verfilmungen und Hörspielbearbeitungen
Die Brücke am Kwai (1952) und Der Planet der Affen (1963) wurden erfolgreich verfilmt; beide Filme gelten als Klassiker des modernen Kinos. Tim Burton schuf 2001 eine dem Ende des Romans getreuere Neuverfilmung von Der Planet der Affen. 1966 wurde der Fernsehfilm Porträt eines Helden veröffentlicht. Für das Drehbuch zu Die Brücke am Kwai erhielt Boulle 1958 einen Oscar.
Günter Eich bearbeitete Die Nacht ohne Ende als Hörspiel (Produktion: NDR 1956).